# You Got Style
You Got Style – singiel litewskiego zespołu muzycznego Skamp napisany przez członków grupy (Viktorasa Diawarę, Erikę Quinn Jennings i Viliusa Alesiusa) oraz wydany na piątej płycie studyjnej formacji zatytułowanej Skempinligė z 2001 roku.
W 2001 roku utwór reprezentował Litwę w 46. Konkursie Piosenki Eurowizji dzięki wygraniu w marcu finału krajowych eliminacji eurowizyjnych po zdobyciu największego poparcia jurorów, telewidzów oraz publiczności. 12 maja zespół zaprezentował numer jako ósmy w kolejności w finale widowiska organizowanego w Kopenhadze i zajął z nim ostatecznie 13. miejsce z 35 punktami na koncie.

## Lista utworów
CD single
1. „You Got Style” (Original)
2. „You Got Style” (Spliff Gorden's Euro-Trash Rmx)
3. „You Got Style” (Vee's Garage)
4. „Superstar” (Epidemic Rmx)
5. „You Got Style” (dremoviq Rmx)